# Nhandu carapoensis
Nhandu carapoensis là một loài nhện trong họ Theraphosidae.
Loài này thuộc chi Nhandu. Nhandu carapoensis được Hippolyte Lucas miêu tả năm 1983.

## Hình ảnh

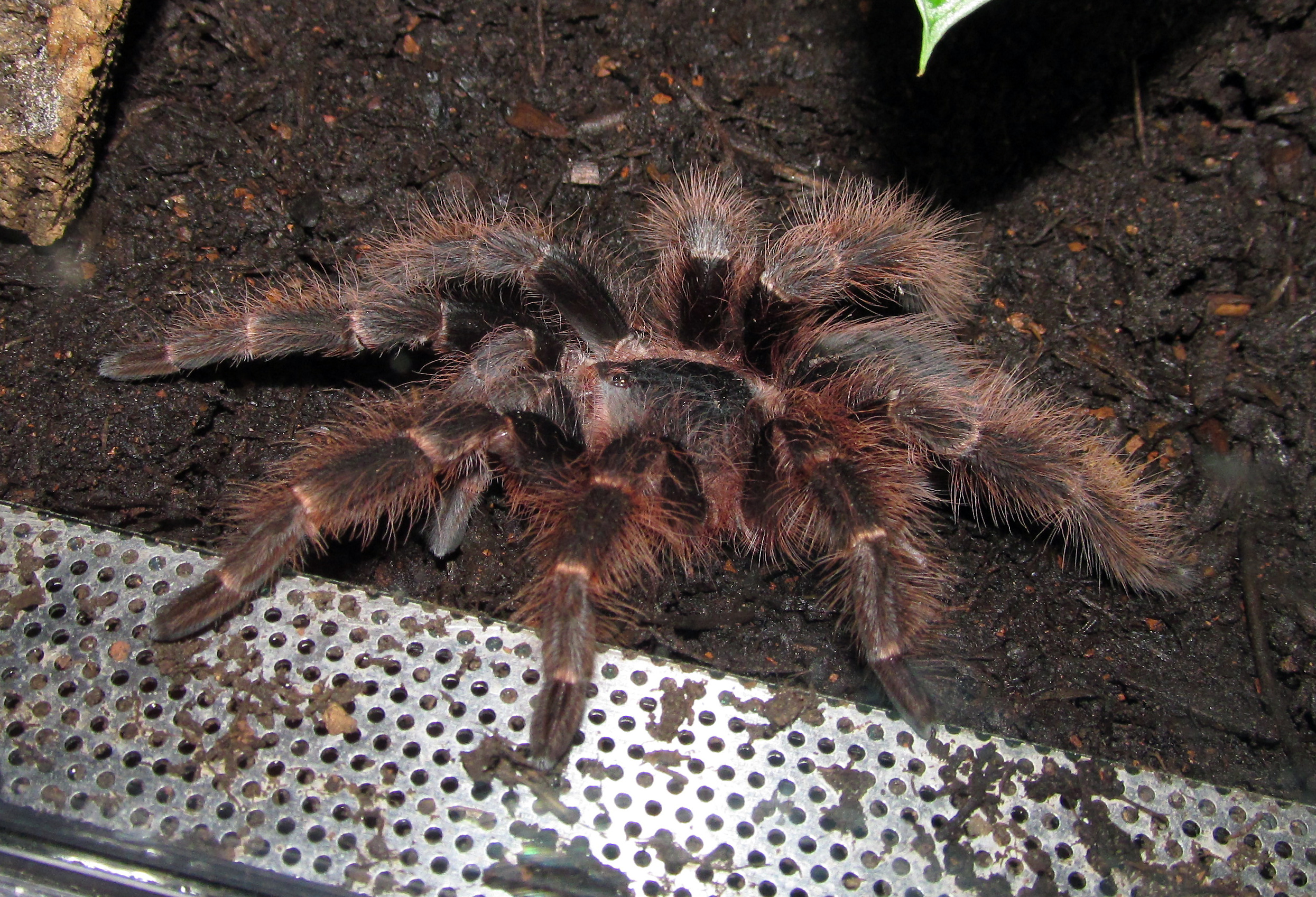
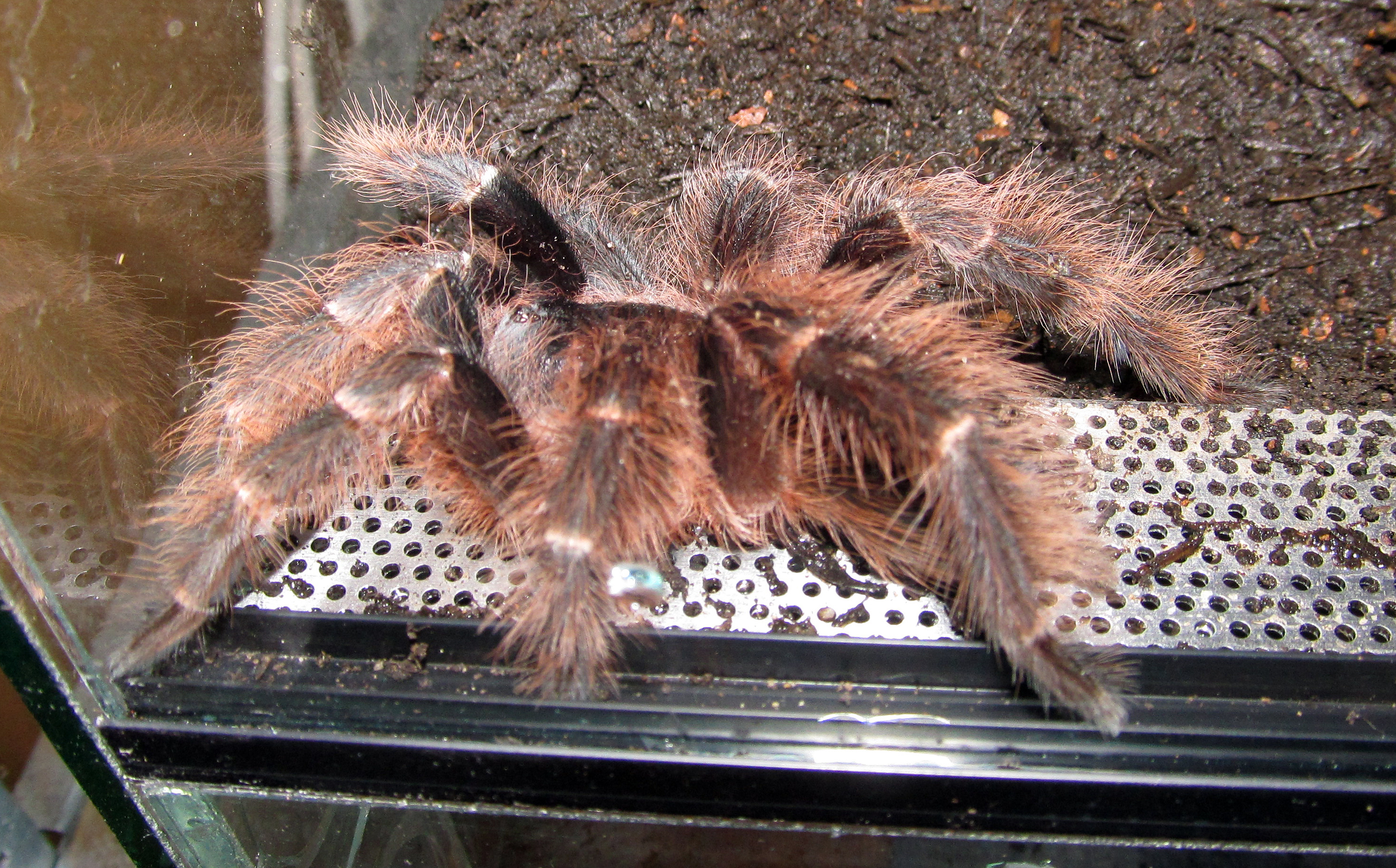